# Kamila Gasiuk-Pihowicz
Kamila Gasiuk-Pihowicz (ur. 8 maja 1983 w Warszawie) – polska polityczka, prawniczka, ekonomistka, posłanka na Sejm VIII, IX i X kadencji, w 2018 przewodnicząca klubu poselskiego Nowoczesnej, posłanka do Parlamentu Europejskiego X kadencji.

## Życiorys
Córka Andrzeja i Zofii. Ukończyła klasę o profilu matematyczno-fizycznym w I Liceum Ogólnokształcącym im. Bolesława Prusa w Siedlcach. W 2007 ukończyła studia magisterskie z zakresu prawa na Wydziale Prawa i Administracji Uniwersytetu Kardynała Stefana Wyszyńskiego w Warszawie. W tym samym roku uzyskała również licencjat z finansów i bankowości w Szkole Głównej Handlowej w Warszawie. Współpracowała z fundacją Forum Dialogu Między Narodami. Była związana ze stowarzyszeniem Młode Centrum, w 2004 bez powodzenia ubiegała się o mandat eurodeputowanej z ramienia Unii Wolności. W 2005 poparła powstanie Partii Demokratycznej – demokraci.pl.
Pracowała w kancelariach prawniczych, później była zatrudniona w Biurze Rzecznika Praw Obywatelskich w Zespole ds. Prawa Administracyjnego.
W 2015 została rzecznikiem prasowym partii Nowoczesna. W wyborach parlamentarnych w tym samym roku kandydowała do Sejmu w okręgu podwarszawskim z pierwszego miejsca na liście tego ugrupowania. Uzyskała mandat posłanki VIII kadencji, otrzymując 19 041 głosów. W Sejmie została członkinią Komisji Sprawiedliwości i Praw Człowieka, a w 2016 przewodniczącą Parlamentarnego Zespołu do spraw Ładu Konstytucyjnego i Praworządności. Pracowała też w Komisji Zdrowia oraz w Komisji do Spraw Unii Europejskiej.
W październiku 2016 przestała pełnić funkcję rzecznika Nowoczesnej. 3 stycznia 2018 została jedną z czworga wiceprzewodniczących ugrupowania, a 9 stycznia 2018 zastąpiła Katarzynę Lubnauer na stanowisku przewodniczącej klubu poselskiego Nowoczesnej. 5 grudnia tego samego roku wraz z grupą posłów opuściła klub i partię, przechodząc do klubu Platforma Obywatelska – Koalicja Obywatelska. W 2019 bezskutecznie startowała do Parlamentu Europejskiego jako kandydatka PO z listy Koalicji Europejskiej. W lipcu 2019 została członkinią Platformy Obywatelskiej.
W wyborach parlamentarnych w 2019 wystartowała do Sejmu w okręgu siedleckim z pierwszego miejsca na liście Koalicji Obywatelskiej. Uzyskała mandat posłanki na Sejm IX kadencji, otrzymując 34 793 głosy. W IX kadencji była wiceprzewodniczącą Komisji Sprawiedliwości i Praw Człowieka. W wyborach w 2023 z powodzeniem ubiegała się o reelekcję, zdobywając 57 609 głosów. 14 listopada tego samego roku została wybrana w skład Krajowej Rady Sądownictwa. Objęła też funkcję przewodniczącej Komisji Odpowiedzialności Konstytucyjnej, następnie zaś została przewodniczącą Komisji Sprawiedliwości i Praw Człowieka.
W wyborach w 2024 z ramienia KO uzyskała mandat europosłanki X kadencji, kandydując z okręgu nr 4 i otrzymując 136 811 głosów. W Parlamencie Europejskim zasiadła w Komisji Rynku Wewnętrznego i Ochrony Konsumentów.

## Życie prywatne
Jest żoną Michała Pihowicza, byłego skarbnika Nowoczesnej, którego poznała podczas działalności w Młodym Centrum. Mają dwoje dzieci.

## Wyniki w wyborach ogólnopolskich
| Wybory | Komitet wyborczy                | Komitet wyborczy     | Organ                            | Okręg            | Wynik          |
| ------ | ------------------------------- | -------------------- | -------------------------------- | ---------------- | -------------- |
| 2004   |                                 | Unia Wolności        | Parlament Europejski VI kadencji | nr 5             | 503 (0,15%)    |
| 2015   |                                 | Nowoczesna           | Sejm VIII kadencji               | nr 20            | 19 041 (3,88%) |
| 2019   |                                 | Koalicja Europejska  | Parlament Europejski IX kadencji | nr 4             | 85 736 (6,19%) |
| 2019   |                                 | Koalicja Obywatelska | Sejm IX kadencji                 | nr 18            | 34 793 (7,68%) |
| 2023   | Sejm X kadencji                 | Koalicja Obywatelska | 57 609 (10,68%)                  | nr 18            |                |
| 2024   | Parlament Europejski X kadencji | Koalicja Obywatelska | nr 4                             | 136 811 (10,49%) |                |